# Hanna Gustavsson
Hanna Gustavsson, född 1985 i Solna församling, är en svensk illustratör, serietecknare och författare. 
Hanna Gustavsson växte upp i Solna. Hon studerade grafisk formgivning och storytelling på Konstfack i Stockholm. Hon arbetar främst med illustration och debuterade som bokförfattare 2013 med Nattbarn, för vilken hon 2014 fick priset Urhunden samt 2013 ett stipendium från Stiftelsen Anna-Lisa Thomson Till Minne.
Hennes Iggy 4-ever nominerades till Augustpriset 2015 och Nordiska rådets pris för barn- och ungdomslitteratur 2016. Hon har även illustrerat barnboken Lisbet och sambakungen.